# Hamilcara atra
Hamilcara atra är en fjärilsart som beskrevs av Barnes och Mcdunnough 1910. Hamilcara atra ingår i släktet Hamilcara och familjen träfjärilar. Inga underarter finns listade i Catalogue of Life.